# Nationalpark Djurö
Der Nationalpark Djurö liegt mitten in Schwedens größtem See, dem Vänern. Er wurde am 7. Februar 1991 ausgewiesen.
Beim ersten Anblick sieht die Inselgruppe wie Schären aus. Sie umfasst etwa 30 Inseln. Die Inseln haben nur eine dünne Erdschicht und sind daher recht karg. Eine Ausnahme bildet die Insel Gisslan, die aufgrund des kalkreichen Bodens eine artenreichere Flora aufweist. 
Djurö war ab dem 16. Jahrhundert für einige Zeit bewohnt. Bis zu drei Familien ernährten sich von Landwirtschaft und Fischerei. Heutzutage ist die Inselgruppe wieder unbewohnt. 
An Tieren gibt es Damhirsche, da die Insel auch einmal Jagd- und Tierpark war. Aber besonders die Vogelwelt ist reich. U.a. kann man Fischadler, Baumfalken, Austernfischer und Mantelmöwen beobachten.
Die Inselgruppe kann nur mit dem Boot von Norden oder Westen erreicht werden. Im Osten der Inselgruppe gibt es gefährliche Untiefen und Brandungen, und die Ost- und Südseite sind zwischen 1. April und 31. Juli gesperrtes Vogelschutzgebiet.